# Portugalsko-galicijski jezici
Portugalsko-galicijski jezici  (privatni kod: porg; isto i galicijski jezici), jedna od tri skupine zapadnoiberskih jezika kojima se služi nekoliko naroda na zapadu Pirenejskog poluotoka u Španjolskoj, Portugalu, te u Brazilu, i u još nekoliko država ali u znatno manjem broju. Jezici koji joj pripadaju su 
- Fala [fax], 10.500 (1994 T. Erickson).
- Portugalski [por], (177.457.180) i
- Galicijski [glg], 3.188.400.[1]

## Vanjske poveznice
- Ethnologue (14th)
- Ethnologue (15th)